# 와이라케이

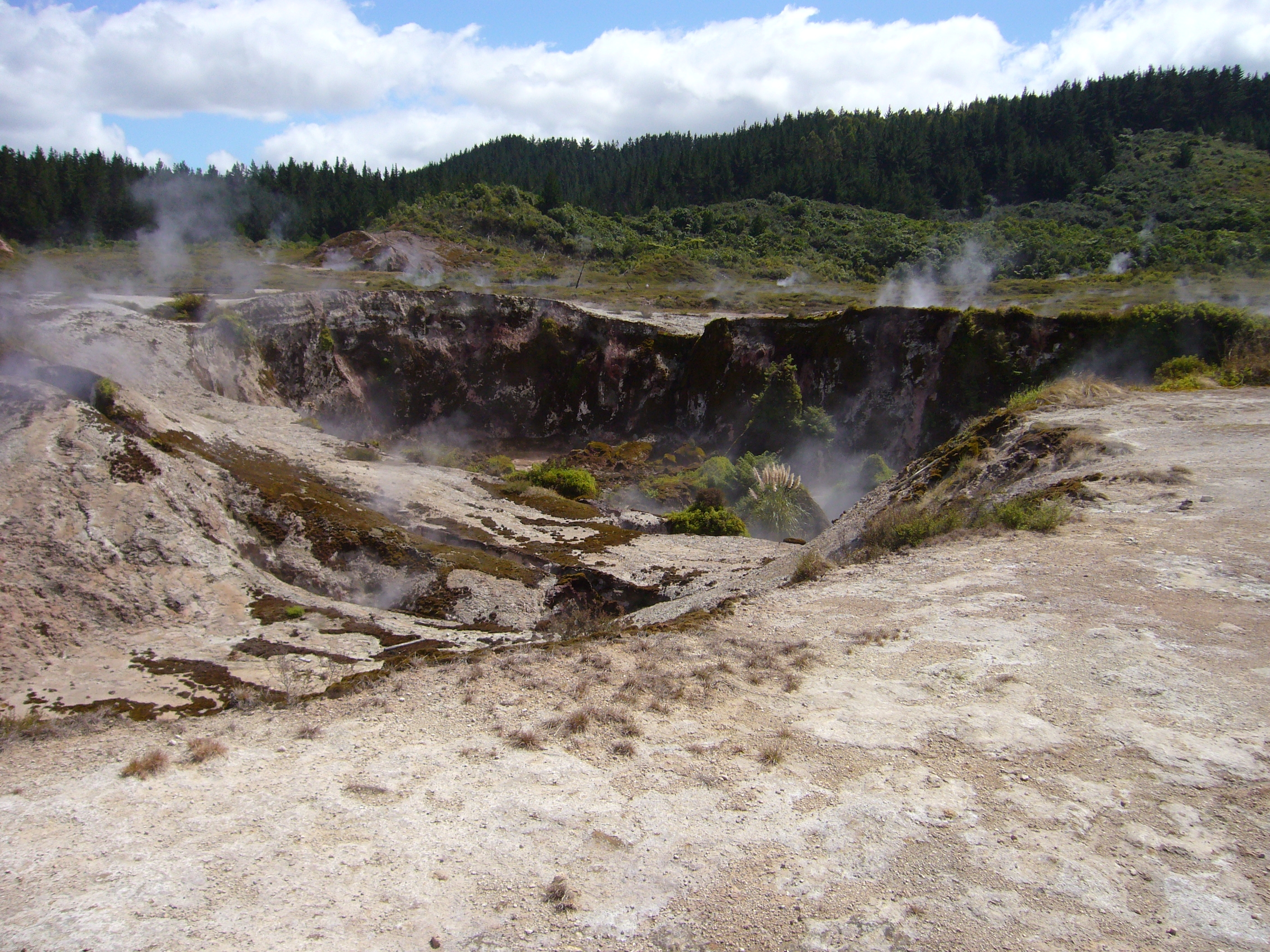
달분화구 지열지대

와이라케이(Wairakei)는 뉴질랜드 북섬 타우포 와이카토강 근처에 있는 지열발전소의 이름이자, 적은 거주민들이 거주하는 지열지대이다.

## 발전소
와이라케이 발전소(The Wairakei Power Station)는 뉴질랜드 북섬 와이라케이 지열지대에 있는 지열발전소이다. 와이라케이는 타우포 화산지대에 있다. 이 발전소는 1958년에 증기를 이용한 세계 최초의 지열발전소이다. 현재 컨택트 에너지가 운영하고 있다. 2005년 회전축 발전소도 주 발전소에서 나온 낮은 온도의 증기를 활용하기 위해 건설됐다. 이것은 전체 전력량을 181메가와트까지 끌어올렸다. 와이라케이 발전소는 2011년에 정지되고, 테미히 지열발전소로 교체될 예정이다. 포이히피 발전소는 이 지역의 근처에 1996년에 건설됐다.

## 거주지
와이라케이 마을이라고 부르는 거주지는 두 발전소와 이웃하는 아라티아티아 수력발전소의 근로자들을 위해 지어졌다.

## 같이 보기
- 타우포 화산지대
- 달분화구 지열지대